# Wilhelm de Mortain
Wilhelm (ur. 1074 lub 1084, zm. 1140), syn Roberta, hrabiego Mortain i 1. hrabiego Kornwalii, oraz Matyldy, córki Rogera de Montgomerie, 1. hrabiego Shrewsbury.
Po śmierci ojca w 1090 r. odziedziczył wszystkie jego tytuły i został hrabią Mortain i 2. hrabią Kornwalii. Kiedy w 1100 r. jego kuzyn, Henryk I Beauclerc, został królem Anglii od razu znalazł się w konflikcie z Wilhelmem, gdyż hrabia zażądał od króla przekazania mu hrabstwa Kentu, które należało do stryja Wilhelma, biskupa Odona z Bayeux i zostało skonfliskowane przez brata Henryka, króla Wilhelma II, po rebelii Odona w 1088 r.
Na skutek tego konfliktu Wilhelm w 1103 r. uciekł z Anglii na dwór brata i jednocześnie rywala Henryka, księcia Roberta Krótkoudego. W 1104 r. otwarcie zbuntował się przeciwko Henrykowi w wyniku czego jego angielskie posiadłości zostały skonfiskowane przez króla. Kiedy w 1106 r. Henryk najechał Normandię Wilhelm walczył u boku Roberta w bitwie pod Tinchebray. Został tam wzięty do niewoli i utracił hrabstwo Mortain.
Po śmierci króla Henryka w 1135 r. Wilhelm został uwolniony. Został mnichem w opactwie w Bermondsey. Zmarł w 1140 r. Był żonaty z Adelajdą, ale nie doczekał się potomstwa.